# The River (film, 1938)
Pour les articles homonymes, voir The River.
Pour plus de détails, voir Fiche technique et Distribution.
The River est un film américain réalisé par Pare Lorentz, sorti en 1938.

## Synopsis
Le film s'intéresse à l'importance du fleuve Mississippi aux États-Unis et sur la manière dont les pratiques agricoles et forestières ont abîmé les terres arables causant une augmentation des inondations.

## Fiche technique
- Titre : The River
- Réalisation : Pare Lorentz
- Scénario : Pare Lorentz
- Musique : Virgil Thomson
- Photographie : Floyd Crosby, Willard Van Dyke et Stacy Woodard
- Montage : Lloyd Nosler et Leo Zochling
- Société de production : Farm Security Administration
- Société de distribution : Paramount Pictures (États-Unis)
- Narration : Thomas Chalmers
- Pays :  États-Unis
- Genre : Documentaire
- Durée : 31 minutes
- Dates de sortie : 
  - États-Unis : 4 février 1938

## Distinctions
Le film a été inscrit au National Film Registry en 1990,.